# إدواردو غاليغوس
إدواردو غاليغوس (بالإسبانية: Eduardo Gallegos)‏ هو لاعب كرة قدم مكسيكي، ولد في 12 يناير 1992. لعب مع نادي كوريكامينوس ‏.

## وصلات خارجية
- إدواردو غاليغوس على موقع قاعدة بيانات كرة القدم.إي يو (الإنجليزية)
- إدواردو غاليغوس على موقع Soccerway.com (الإنجليزية)